# 长兴路街道 (长葛市)
长兴路街道，是中华人民共和国河南省许昌市长葛市下辖的一个乡镇级行政单位。位于长葛市中西部。

## 行政区划
长兴路街道下辖以下地区：
孙庄社区、铁东路社区、黄河社区、杨楼社区、孟庄社区、楚寨社区、坡岳社区和二郎庙社区。